# Minquiers und Écréhous
Minquiers und Écréhous sind zwei Inselgruppen, die zu den Kanalinseln gehören. Sie liegen etwa 20 km südlich bzw. 9 km nordöstlich der Insel Jersey in der Nähe der französischen Küste.

## Geografie
Die Landfläche der Minquiers beträgt zusammengenommen nur rund einen Hektar, wenngleich bei Ebbe eine Fläche von 21 km² trockenfällt.
Auf manchen dieser kleinen Inseln befinden sich Sommerhäuser, andere sind nur kleine Felsen. Hauptinsel ist Maitre Île in den Écréhous. Weitere Inseln der Écréhous sind La Marmotchiéthe, Lé Bliantch'Île, Les D'mies, La Grand' Naithe, L'Êtchièrviéthe, Lé Fou, La Froutchie.
Hauptinsel der Minquiers ist Maîtresse Île. Weitere Inseln der Minquiers sind Maîtr' Île, Les Maisons, Le Niêsant, Les Faucheurs, La Haute Grune. Die Minquiers gehören zur parish Grouville, Ortsteil (Vingtaine) Rocque auf Jersey, und die Écréhous gehören zu St. Martin, Ortsteil (Vingtaine) de Rozel.

## Geschichte
Im 18. und 19. Jahrhundert wurden auf den Inseln Steine gebrochen, mit denen unter anderem das Fort Regent auf Jersey gebaut wurde.
1953 fand die letzte Auseinandersetzung zwischen Frankreich und Großbritannien um die staatliche Zugehörigkeit statt. Der Internationale Gerichtshof in Den Haag bestätigte am 17. November 1953 die Zugehörigkeit zu den britischen Kanalinseln.
Der Autor Hammond Innes schrieb 1956 den Roman The Wreck of the Mary Deare über diese Inseln, der 1959 unter dem Titel Die den Tod nicht fürchten verfilmt wurde.